# کریستینا دورفر
کریستینا دورفر (آلمانی: Kristina Dörfer؛ زادهٔ ۲۶ ژوئیهٔ ۱۹۸۴) خواننده و بازیگر اهل آلمان است. وی از سال ۲۰۰۲ میلادی تاکنون مشغول فعالیت بوده‌است.
از فیلم‌ها یا مجموعه‌های تلویزیونی که وی در آن‌ها نقش داشته است، می‌توان به عشق ممنوعه اشاره نمود.